# Banca africana di sviluppo
La Banca africana di sviluppo (AfDB) è un'istituzione finanziaria non-profit avente lo scopo di aiutare lo sviluppo economico e il processo sociale delle nazioni africane. Al gruppo fanno parte non solo Paesi africani, ma anche europei, americani e asiatici. La AfDB è stata fondata nel 1964 e comprende tre entità: la banca africana di sviluppo, il fondo africano di sviluppo (ADF) e il fondo fiduciario della Nigeria.

## Missione
La missione della AfDB è quella di combattere la povertà e migliorare le condizioni di vita del continente africano attraverso la promozione di investimenti di capitali pubblici e privati in progetti e programmi che possano contribuire allo sviluppo economico e sociale. La AfDB è un provider per i governi africani e le società private che investono nei 78 Paesi membri. Tra le altre funzioni dell'organizzazione, vi sono quella di erogare prestiti e capitali, fornire assistenza tecnica al settore pubblico e a quello privato, assistere i Paesi nell'implementazione e nel coordinamento delle politiche locali e non solo.
L'ADF è l'organismo deputato a erogare prestiti a tasso d'interesse agevolato nei confronti dei Governi regionali africani membri più poveri, per promuovere una compensazione più eque nell'approvvigionamento sui mercati. La sede originaria era a Abidjan (Costa d'Avorio), ma nel 2003 si è spostata a Tunisi (Tunisia) a causa della guerra civile ivoriana, prima di tornare in Costa d'Avorio nel 2014. Il 28 ottobre 1987 le è stato riconosciuto lo status di osservatore dell'Assemblea generale delle Nazioni Unite.

## Paesi membri

Paesi beneficiari AfDB
Paesi beneficiari ADF
Paesi beneficiari AfDB e ADF
Paesi membri non africani

Paesi beneficiari AfDB
     Paesi beneficiari ADF
     Paesi beneficiari AfDB e ADF
     Paesi membri non africani
Paesi beneficiari AfDB:
| - Algeria - Botswana - Egitto - Gabon - Guinea Equatoriale - Marocco | - Mauritius - Namibia - Seychelles - Sudafrica - eSwatini - Tunisia |

Paesi beneficiari ADF:
| - Angola - Benin - Burkina Faso - Burundi - Camerun - Capo Verde - Ciad - Comore - Costa d'Avorio - Eritrea - Etiopia - Gambia - Ghana - Gibuti - Guinea - Guinea-Bissau - Kenya - Lesotho - Liberia | - Madagascar - Malawi - Mali - Mauritania - Mozambico - Niger - Rep. Centrafricana - Rep. del Congo - RD del Congo - Ruanda - São Tomé e Príncipe - Senegal - Sierra Leone - Somalia - Sudan - Tanzania - Togo - Uganda - Zambia |

Paesi beneficiari AFDB e ADF:
| - Nigeria - Zimbabwe |

Paesi membri non africani:
| - Arabia Saudita - Argentina - Austria - Belgio - Brasile - Canada - Cina - Corea del Sud - Danimarca - Finlandia - Francia - Germania - Giappone - India | - Italia - Kuwait - Lettonia - Lussemburgo - Norvegia - Paesi Bassi - Portogallo - Regno Unito - Spagna - Stati Uniti - Svezia - Svizzera - Turchia |